# 穆索 (博亞卡省)
穆索是哥倫比亞的城鎮，位於該國東北部，由博亞卡省負責管轄，距離省会通哈170公里，是世界闻名的祖母绿之都，拥有世界上质量最高的祖母绿。穆索始建於1559年2月20日，面積147平方公里，海拔高度815米，2015年人口9,040。穆索北部与奥坦切和圣巴勃罗德博武尔接壤，东部与马里皮和科佩尔接壤，西部与基帕马接壤，南部与昆迪纳马卡省接壤。

## 名称
当西班牙征服者第一次在博亚卡省西部建立定居点时，穆索的名称是拉圣提西马特立尼达德洛斯穆索镇（Villa de la Santísima  Trinidad de los Muzos），简称特立尼达。穆索这个名称来自西班牙人征服之前居住在该地区的土著穆索人。

## 历史
在西班牙征服哥伦比亚东部安第斯山脉之前，穆索地区居住着同名的穆索人。他们在前哥伦布时代开采祖母绿，因此他们获得了“祖母绿人”的称呼。他们用坚硬的热带木材和水做成的杆子，从地层中剥下祖母绿，特别是以城市名命名的穆索组（Muzo Formation）。历史学家估计，公元1000年左右，穆索人就定居在穆索地区。
说加勒比语的穆索人和他们的奇布查邻居一样，把太阳和月亮当作神来崇拜。与东部邻居不同的是，他们不修建寺庙。

### 西班牙征服
在西班牙人成功地征服了东部邻居穆伊斯卡，并部分征服了潘切之后，穆索南部的西班牙人为了寻找宝贵的资源，派遣各种征服者进入穆索人居住的地区。第一个到达穆索地区的是路易斯·兰切罗，他是1539年尼古拉斯·费德曼领导的征服远征军的士兵。他遭遇了当地穆索人的激烈抵抗，并于1541年返回新格林纳达王国新成立的首都波哥大。穆索人利用崎岖的地形来发挥优势，并用箭毒攻击了四十名骑马穿越穆索山的征服者。1544年，在西班牙人第二次入侵穆索土地期间，征服者迭戈·马丁内斯发现了穆索丰富的祖母绿矿藏。
1552年，征服者佩德罗·德乌鲁阿领导了第三次征服穆索的战役，他也没能成功征服。西班牙人第四次试图将穆索人征服的尝试是成功的，路易斯·兰切罗回到了他在20年前被赶出的地区，打败了穆索人，并于1559年2月20日建立了城镇拉圣提西马特立尼达德洛斯穆索镇（Villa de la Santísima Trinidad de los Muzos）。

### 殖民地时期
第一次传福音是1566年由胡安·德洛斯·巴里奥斯进行的。西班牙人对穆索的祖母绿非常感兴趣，它们被证明是全世界质量最高的祖母绿。他们成立了监护征赋制来保护有价值的宝石，并利用原住民进行奴役劳动以提取矿石。

## 气候
穆索的年平均温度为26℃（79℉），年降水量3152毫米（124.1英寸）。

## 经济
穆索的主要经济活动是约占城市收入75%的翡翠开采。农业和畜牧业占穆索经济的其余四分之一。种植的农产品有甘蔗、可可、木薯、鳄梨和柑橘类水果。

### 祖母绿开采
穆索矿山位于哥伦比亚安第斯山脉东段的西侧。德文郡是世界上最著名的未切割祖母绿之一，来自穆索矿山。这是一颗1,383.95克拉（276.790克）的祖母绿，是巴西皇帝佩德罗一世在1831年给第六代德文郡公爵的礼物。
美国国家博物馆矿物学和岩石学分部于1916年对这些矿藏进行了研究。

## 图集

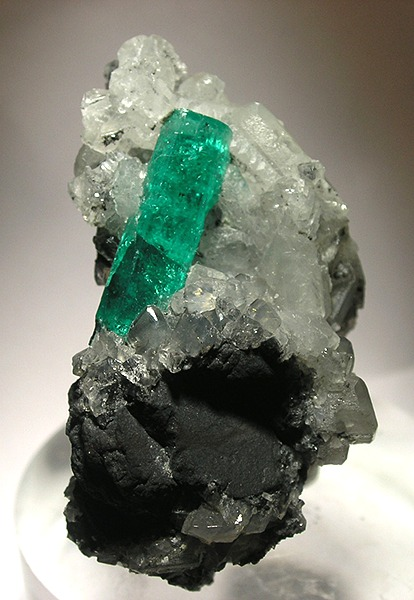
穆索祖母绿在方解石上
5.3 cm × 3 cm × 3 cm（2.1英寸 × 1.2英寸 × 1.2英寸）
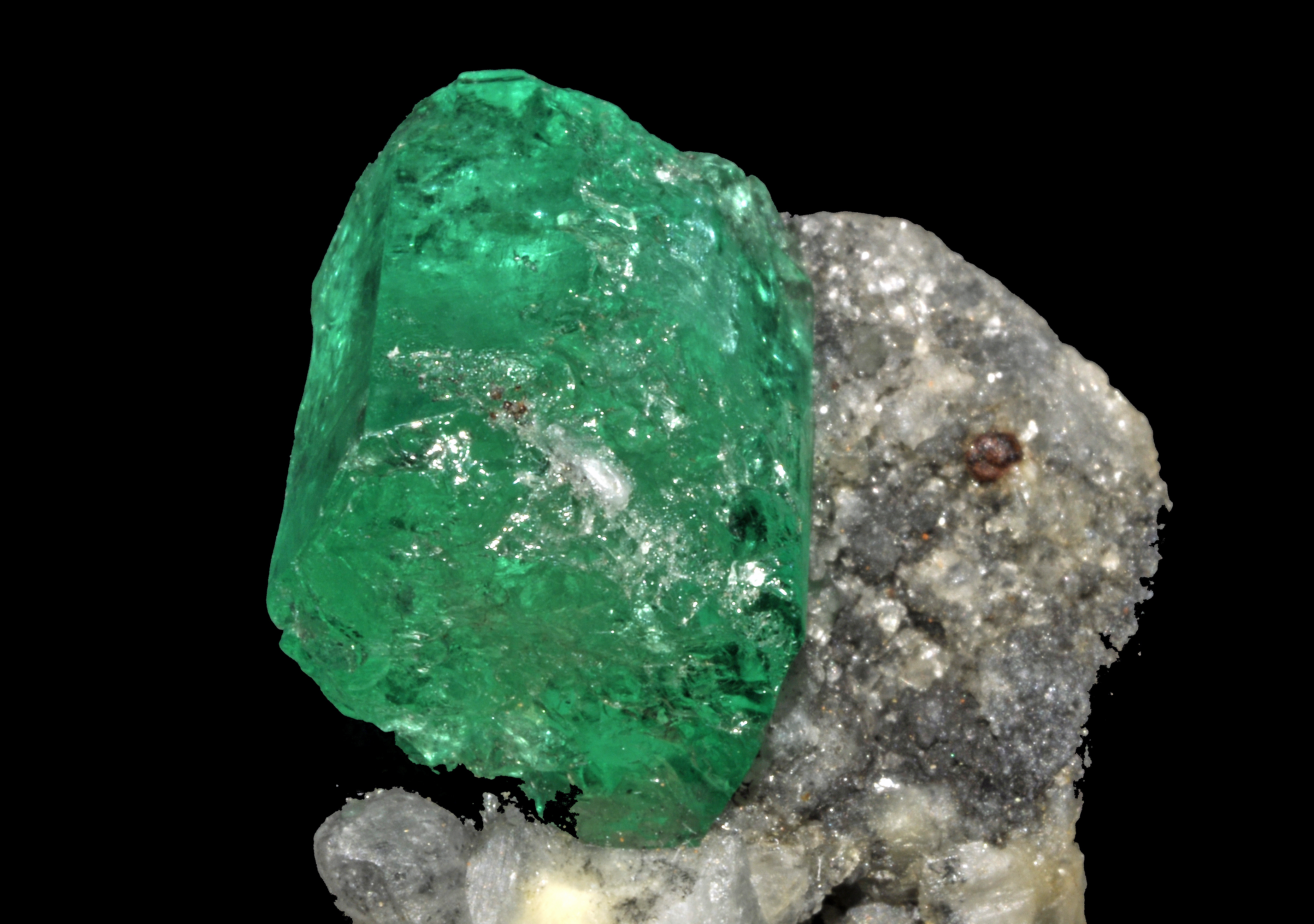
穆索祖母绿
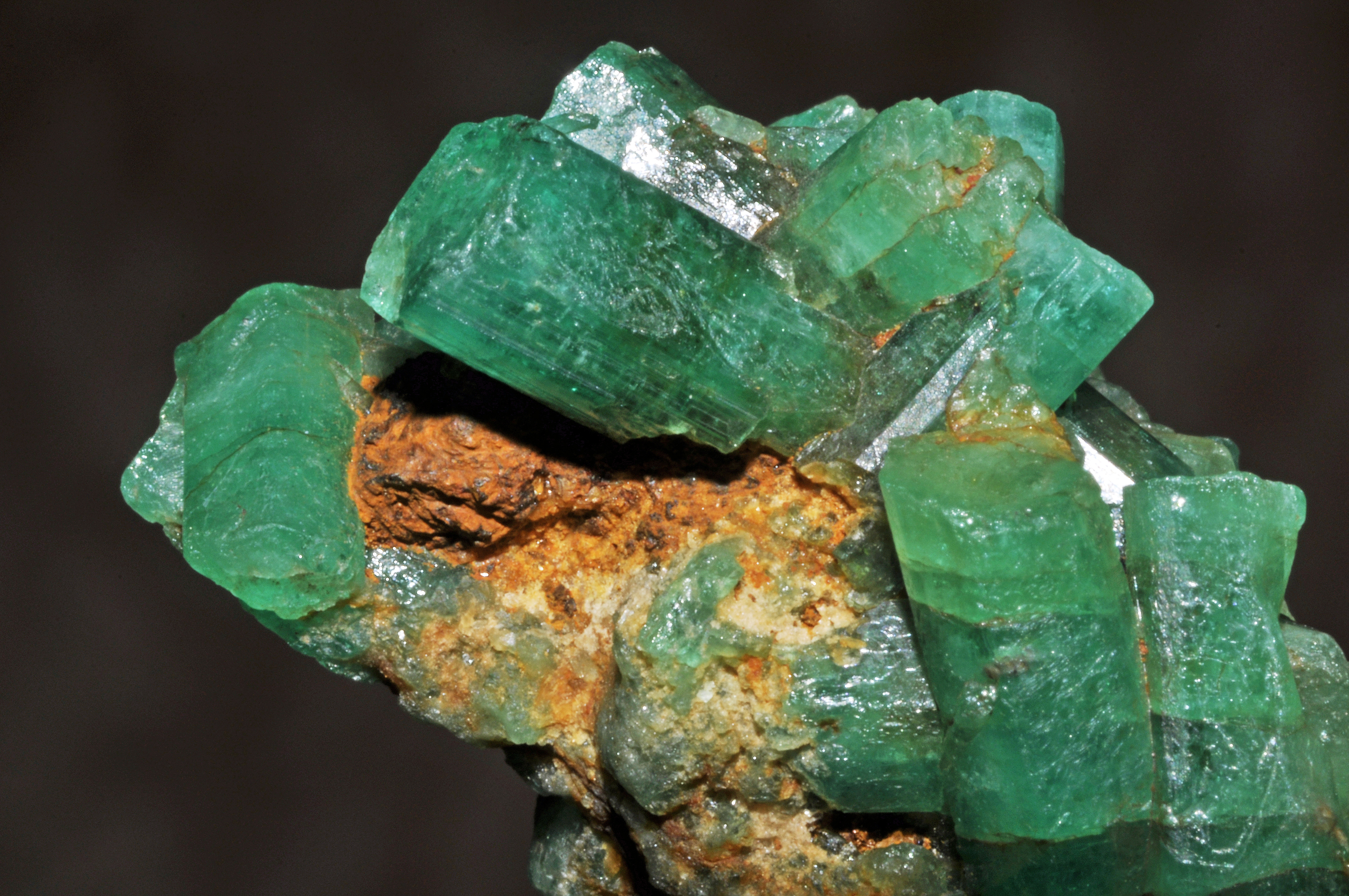
穆索祖母绿
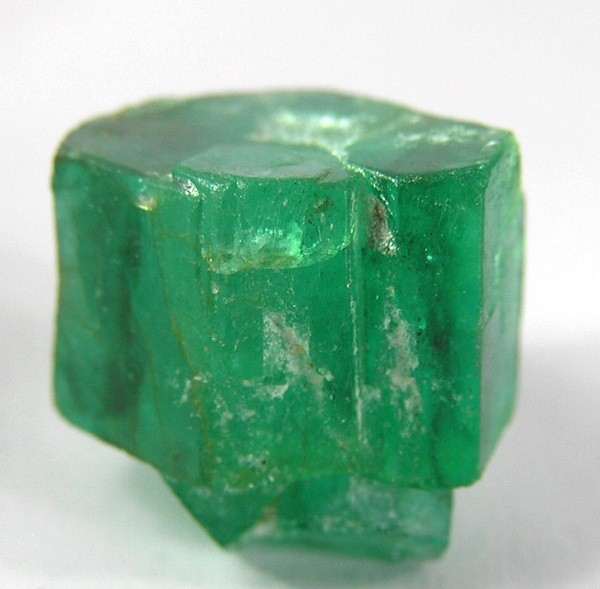
穆索祖母绿
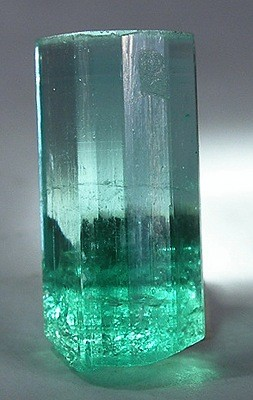
穆索祖母绿

## 外部連結
- Muzo Emeralds （页面存档备份，存于） official site of Muzo Emeralds, with a virtual tour of the emerald mine
- The Emerald Deposits of Muzo, Colombia （页面存档备份，存于） Online copy of the 1916 U.S. National Museum study